# Åke från Åstol (CD-singel)
Åke från Åstol är en CD-singel från 1998 av Galenskaparna och After Shave. På skivan står det "inte till försäljning, bara till promotion."

## Låtförteckning
1. Pappa flytta inte in till Tjörn -Knut Agnred, Per Fritzell
2. Vi ska sälja sill - Per Fritzell, Knut Agnred, Anders Eriksson, Jan Rippe